# Jim Cuomo
Pour les articles homonymes, voir Cuomo.
Jim Cuomo est un saxophoniste, clarinettiste et musicien de jazz américain, connu dans le monde de l'informatique pour avoir composé la musique du jeu Defender of the Crown de Cinemaware en 1986, un des premiers jeux de stratégie et action Amiga à tirer parti de ses possibilités graphiques.
Liste des jeux dont il a composé la musique :
- Ole aka Raging Beast (1985) développé par Jawx et édité par Firebird Software Ltd.
- S.D.I. (1986) développé par Cinemaware et édité par Mindscape
- Defender of the Crown (1986) développé par Cinemaware
- Zombi (1986), développé par Ubi Soft (musique composée mais finalement refusée et remplacée par celle de Philippe Marchiset)
- Intergalactic Cage Match (1987)
- Sinbad and the Throne of the Falcon (1987)
- Advanced Basketball Simulator / From TV Animation Slam Dunk: Kyōgō Makkō Taiketsu! (1988)
- Astate: La Malédiction des Templiers (1989)
- Power Politics (1992)

Il vit actuellement à Paris, en France et participe à des soirée Mikro Music un peu partout en Europe ou il mélange chiptune et ses instrument à anche.
Citons par ailleurs son intervention sur le second disque de Gérard Ansaloni, "La mort de la Vierge" paru aux Éditions Saravah en 2002.